# Стрелка копьеносная
Стрелка копьеносная (лат. Coenagrion hastulatum) — вид стрекоз семейства стрелки (Coenagrionidae).

## Этимология названия
Латин. hastulatus — вооружённый коротким копьём (hastula — короткое копье). У самцов на II сегменте брюшка имеется характерный рисунок в виде копья.

## Описание

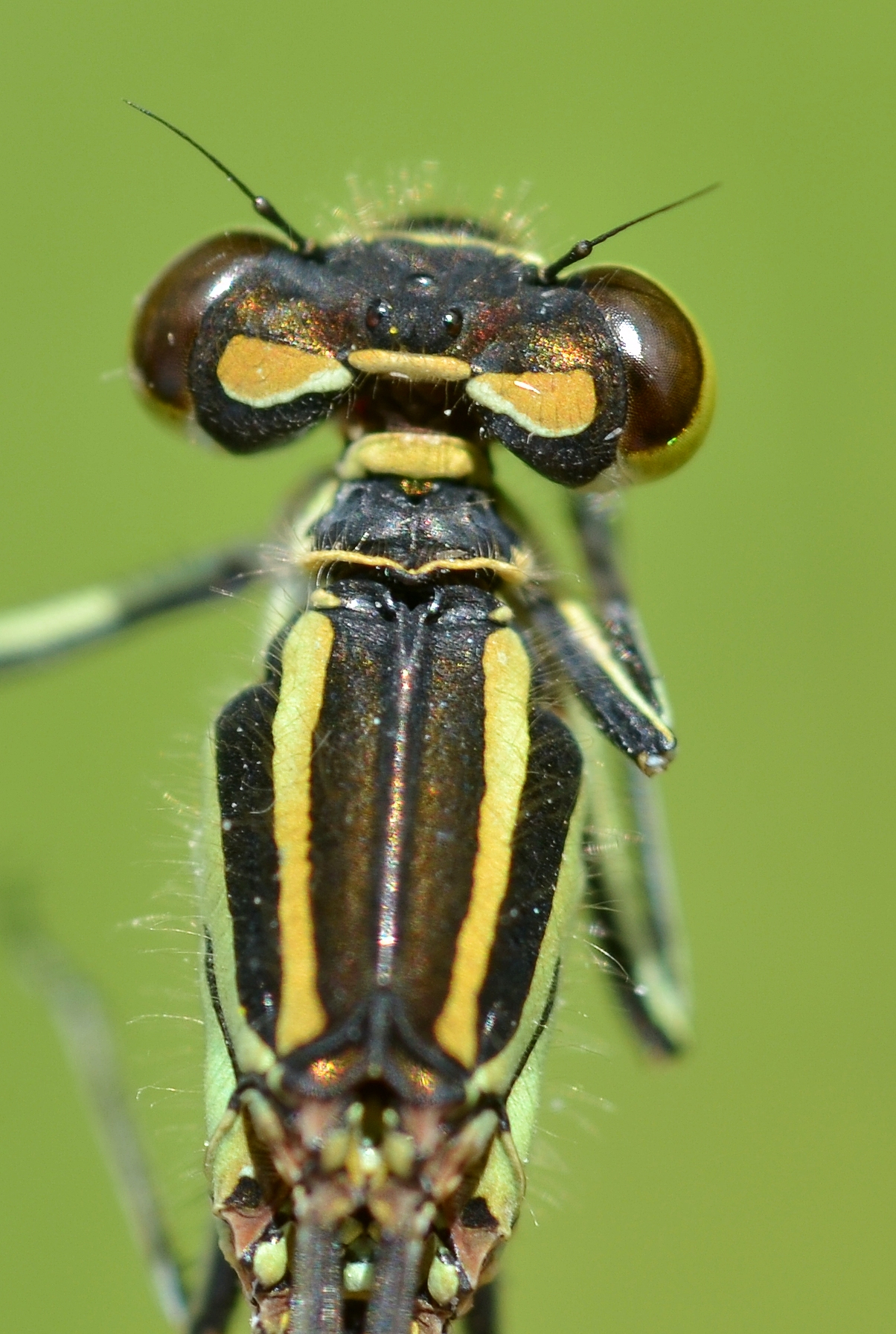
Самка

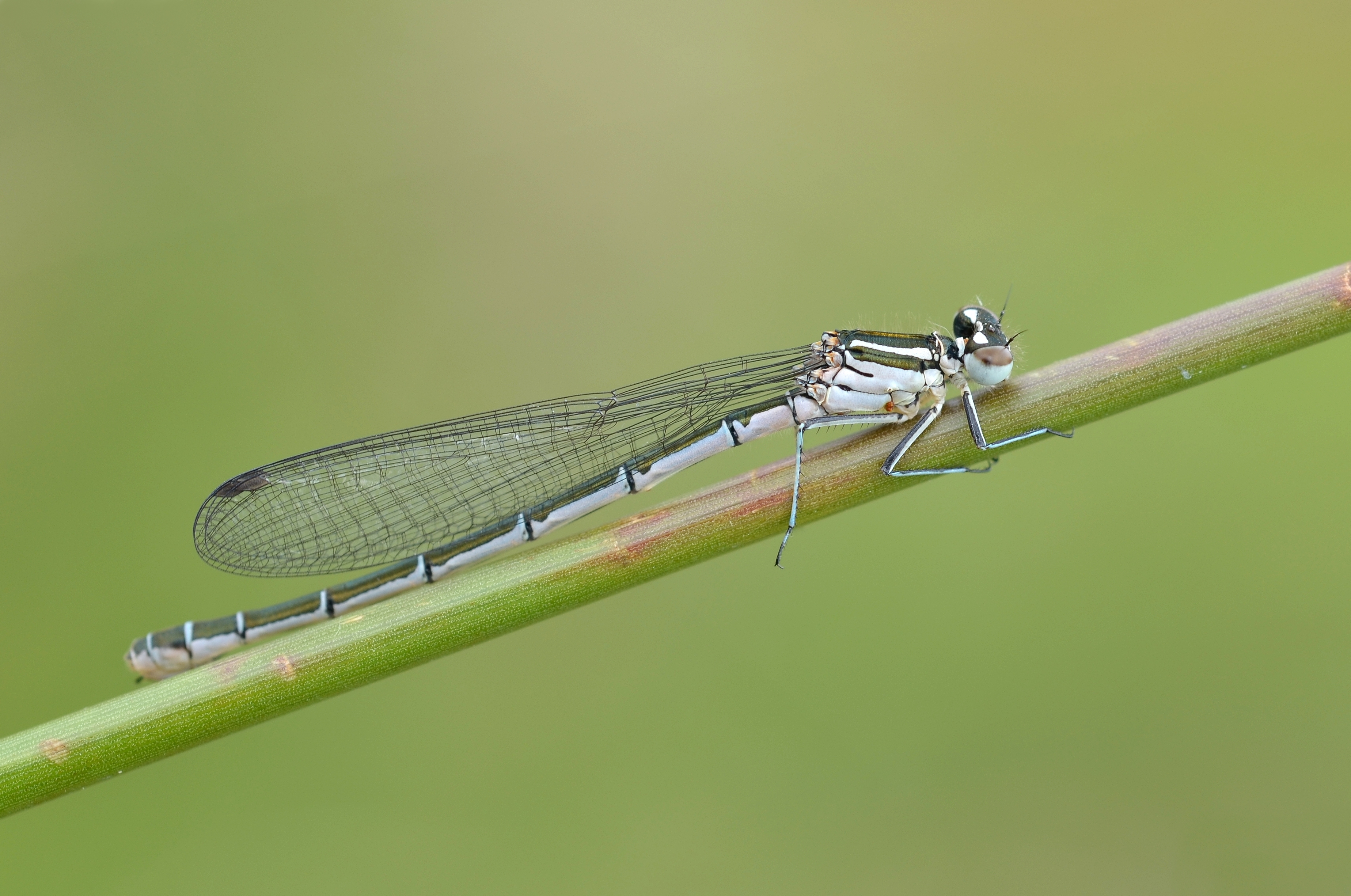
Самка

Длина 31-34 мм, брюшко 28-30 мм, заднее крыло 17-22 мм. Голова широкая. Задний край переднеспинки треугольной формы, вытянут назад посредине, целиком или частично светлый, образующий посредине тупой угол, выступ отсутствует. Полос по бокам брюшка отсутствуют. Крылья прозрачные, их птеростигма одноцветная, узкая, равная 1 ячейке, . Ноги чёрные или тёмно-серые.
Окраска самца голубая или голубовато-зелёная, его брюшко с чёрным рисунком на I—VII брюшных кольцах, VIII—IX кольца — голубые, X — чёрное. Задний край переднеспинки треугольной формы и голубого цвета. Чёрное пятно на III—V тергитах брюшка занимает половину их длины. Затылочные пятна соединены между собой светлой поперечной линией. Глаза и передняя часть головы зелёного или желтовато-зелёного цвета. Птеростигма прямоугольной формы. Окраска самки голубовато- или зеленовато-жёлтая, её брюшко с чёрным рисунком и обширными бронзово-чёрными пятнами на верхней поверхности брюшка. Задний край переднеспинки обрамлен сзади желтовато-зелёной линией.

## Ареал
Северная и средняя полосы Европы и Сибири до Байкала. Евро-байкальский бореально-лесной вид.

## Биология
Время лёта: середина мая — конец июля. Вид предпочитает стоячие водоемы любого вида: озёра, пруды, канавы, ручьи, заводи медленно текущих небольших речек, но предпочитают небольшие пруды, болота, лужи, богатые водной растительностью. Самка откладывает яйца в черешки листьев рдеста. При этом самка часто полностью погружается в воду, а сопровождающий её самец — только до половины.
Окраска тела личинки вариабельная: зеленоватая, желтоватая или коричневатая. Её тело гладкое, покрыто тёмно-коричневыми точками. Длина тела к концу развития достигает 21-23 мм. Личинки обитают обычно на глубине 0,1-0,5 м среди водной растительности.